# Crète (mythologie)
Cet article concerne un personnage de la mythologie grecque. Pour les mythes liés à l'île de Crète, voir Crète#Mythologie.

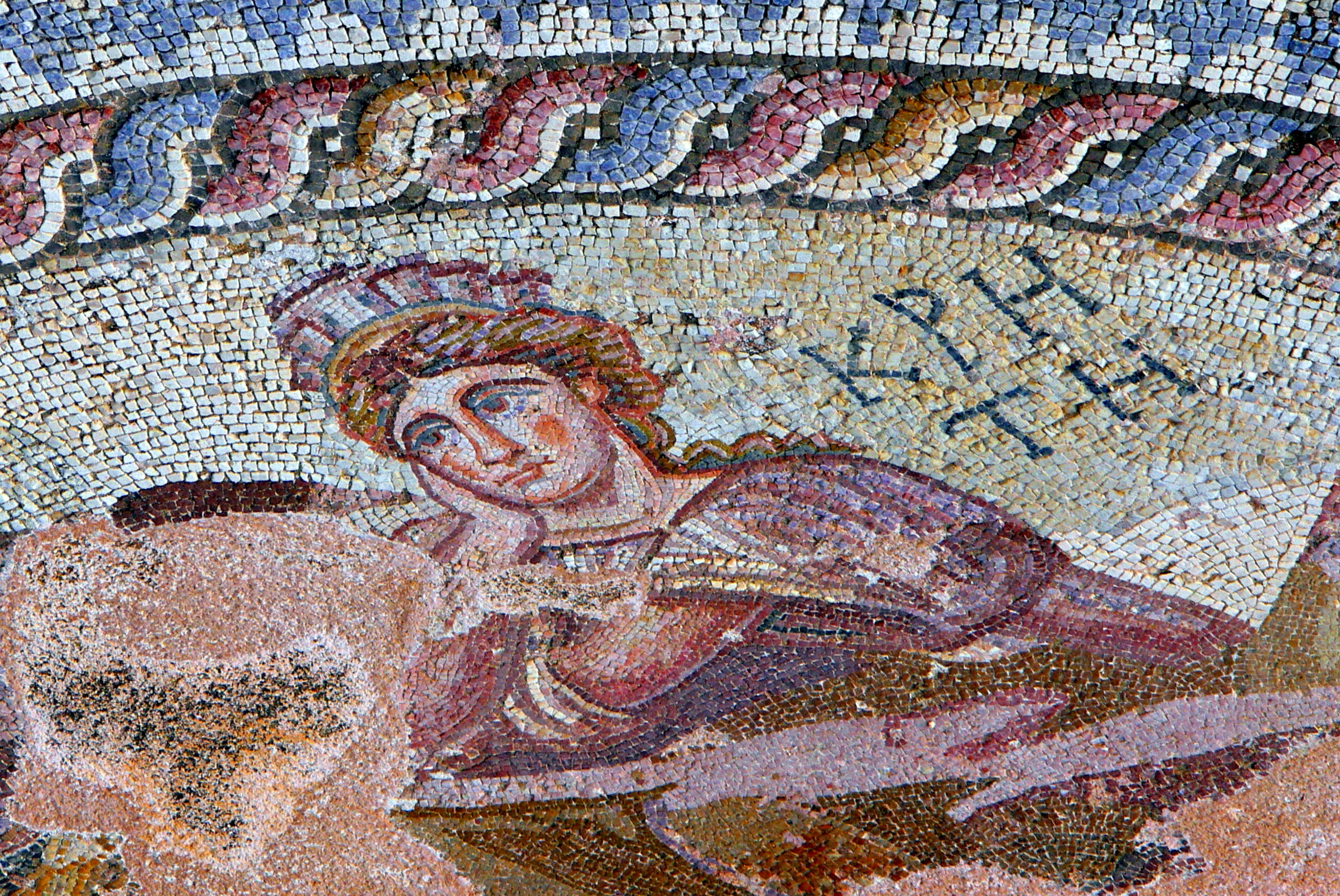
La Crète personnifiée, mosaïque de Thésée de Paphos (Chypre),.

Dans la mythologie grecque, Crète (en grec ancien Κρήτη / Krḗtē ; aussi orthographié Crètè, Crèté, Crétée ou Créta) est l'éponyme ou la personnification de l'île de Crète. Elle est présente dans des généalogies rapportées par différents auteurs antiques et dans des représentations artistiques, parfois contradictoires ou confuses.

## Mythes
Une ou plusieurs femmes portant le nom de Crète sont présentes dans les sources antiques. Il s'agit tantôt d'une reine, tantôt d'une nymphe.
D'après Dosiadas (pl), la nymphe Crète est une fille des Hespérides, alors qu'Étienne de Byzance l'intègre parmi ces divinités.
Le Pseudo-Apollodore donne deux généalogies à Crète. La première, attribuée à Asclépiade de Tragilos, en fait la fille d'Astérion et la femme de Minos. La seconde en fait la fille de Deucalion et la sœur d'Idoménée.
Diodore de Sicile rapporte également deux versions du mythe de Crète. Dans un premier extrait, il s'agit de la fille d'un des Curètes et l'épouse d'Ammon ; ce dernier donne le nom de sa femme à l'île de Crète, jusqu'alors nommée « Idéa ». Dans le livre suivant, Crète est désignée comme la mère de Pasiphaé avec Hélios.
Dans l'Etymologicum magnum, Crète est une nymphe, qui a pour sœur une dénommé Aia.
Pour Claude Élien, Crète est la mère de Car avec Zeus.

## Représentations
Le personnage de Crète apparait dans des représentations de mythes se déroulant en Crète, comme le rapt d'Europe par Zeus ou le combat entre Thésée et le Minotaure. Elle est représentée sous différentes formes, comme une reine ou comme une nymphe et chasseresse, en accord avec les diverses versions littéraires. Parfois identifiée grâce à une inscription, elle est cependant confondue avec d'autres personnages féminins, comme Ariane, Europe, Pasiphaé ou Dictynna (es).

### Sources antiques
1. ↑  Dosiadas, Kretika dans FGrH, 458, F4. Pline l'Ancien, Histoire naturelle [détail des éditions] [lire en ligne], IV, 20, 1.
2. ↑  Étienne de Byzance, Ethniques [détail des éditions], s.v. « Κρήτη ».
3. ↑  Asclépiade de Tragilos dans FGrH, 12, F17. Pseudo-Apollodore, Bibliothèque [détail des éditions] [lire en ligne], III, 1, 2.
4. ↑  Pseudo-Apollodore, Bibliothèque [détail des éditions] [lire en ligne], III, 3, 1.
5. ↑  Diodore de Sicile, Bibliothèque historique [détail des éditions] [lire en ligne], III, 71, 2.
6. ↑  Diodore de Sicile, Bibliothèque historique [détail des éditions] [lire en ligne], IV, 60, 4.
7. ↑  Etymologicum magnum, s.v. « Αἶα ».
8. ↑  Claude Élien, De la nature des animaux, XII, 30.